# Царукаева, Светлана Касполатовна
Светлана Царукаева (осет. Цæрукъаты Светлана) — российская тяжелоатлетка, чемпионка мира 2011 года, заслуженный мастер спорта России.

## Спортивная карьера
Наивысшим достижением Светланы Царукаевой является победа на чемпионате мира 2011 года в Париже в весовой категории до 63 кг. Она установила мировой рекорд в рывке — 117 кг, а в толчке подняла 138 кг, в сумме двоеборья набрав 255 кг.
20 марта 2012 г. Царукаева и Хаджимурат Аккаев получили премию «Лучший тяжелоатлет 2011 года» по версии журнала «World Weightlifting». Впервые за 28-летнюю историю премии лучшими были признаны российские спортсмены.
В её копилке также 3 серебряные медали на чемпионатах мира 2006 — 2009 годов.
Светлана Царукаева являлась участницей Олимпиады 2008 в Пекине, но не смогла взять начальный вес в рывке ни с одной попытки.
30 мая 2016 года объявила о завершении спортивной карьеры.

## Дисквалификация
5 апреля 2017 года Международный олимпийский комитет лишил Царукаеву серебряной медали Игр 2012 года в связи с наличием в её пробах допинга — туринабола.
В 2023 году Царукаева дисквалифицирована на два года за нарушения антидопинговых правил. Расследование нарушения антидопинговых правил велось в рамках дела о базе данных Московской антидопинговой лаборатории (LIMS).

## Результаты выступлений
| Год  | Соревнование     | Место проведения | Весовая категория | Рывок       | Толчок   | Сумма двоеборья | Место |
| 2006 | Чемпионат мира   | Санто-Доминго    | до 58 кг          | 108.0 кг    | 125.0 кг | 233.0 кг        | 2     |
| 2007 | Чемпионат мира   | Чианг-Май        | до 63 кг          | 115.0 кг    | 135.0 кг | 250.0 кг        | 2     |
| 2009 | Чемпионат Европы | Бухарест         | до 63 кг          | 103.0 кг    | 128.0 кг | 231.0 кг        | 3     |
| 2009 | Чемпионат мира   | Коян             | до 63 кг          | 111.0 кг    | 135.0 кг | 246.0 кг        | 2     |
| 2010 | Чемпионат Европы | Минск            | до 63 кг          | 114.0 кг    | 130.0 кг | 244.0 кг        | 2     |
| 2011 | Чемпионат Европы | Казань           | до 63 кг          | 112.0 кг    | 133.0 кг | 245.0 кг        | 2     |
| 2011 | Чемпионат мира   | Париж            | до 63 кг          | 117.0 кг WR | 138.0 кг | 255.0 кг        | 1     |
| 2012 | Олимпийские игры | Лондон           | до 63 кг          | 112.0 кг    | 125.0 кг | 237.0 кг        | DSQ   |

## Награды
- Медаль ордена «За заслуги перед Отечеством» I степени (13 августа 2012 года) — за большой вклад в развитие физической культуры и спорта, высокие спортивные достижения на Играх XXX Олимпиады 2012 года в городе Лондоне (Великобритания)[5].